# Gail Bowen
Pour les articles homonymes, voir Bowen.
Gail Bowen, née le 22 septembre 1942 à Toronto, dans la province de l'Ontario, est une femme de lettres et dramaturge canadienne, auteure de roman policier.

## Biographie
Elle fait des études à l'Université de Toronto, puis à l'Université de Waterloo et à l'Université de la Saskatchewan. Elle enseigne l'anglais à l'Université des Premières Nations du Canada.
En 1990, elle publie son premier roman, Deadly Appearances, premier volume d'une série consacrée à Joanne Kilbourn, une professeure de sciences politiques de Regina dans la province de Saskatchewan, qui se trouve mêlée à des affaires criminelles qu'elle doit dénouer. 
En 1995, Gail Bowen fait paraître A Colder Kind of Death, roman grâce auquel elle est lauréat du prix Arthur-Ellis 1995 du meilleur roman. En 2009, elle remporte le prix Derrick Murdoch pour l'ensemble de son œuvre.

## Œuvre

### Romans

#### SérieJoanne Kilbourn
- Deadly Appearances (1990)
- Murder at the Mendel (1991) (autre titre Love and Murder)
- The Wandering Soul Murders (1992)
- A Colder Kind of Death (1995)
- A Killing Spring (1996)
- Verdict in Blood (1998)
- Burying Ariel (2000)
- The Glass Coffin (2002)
- The Last Good Day (2004)
- The Endless Knot (2006)
- The Brutal Heart (2008)
- The Nesting Dolls (2010)
- Kaleidoscope (2012)
- The Gifted (2013)
- 12 Rose Street (2015)
- What's Left Behind (2016)
- The Winners’ Circle (2017)
- A Darkness of the Heart (2018)
- The Unlocking Season (2020)
- An Image in the Lake (2021)

#### SérieCharlie D
- Love You to Death (2010)
- One Fine Day You're Gonna Die (2010)
- The Shadow Killer (2011)
- The Thirteenth Rose (2013)

### Pièces de théâtre
- Dancing in Poppies (1993)
- Beauty and the Beast (1993)
- The Tree (1994)

## Prix et distinctions

### Prix
- Prix Arthur-Ellis 1995 du meilleur roman pour A Colder Kind of Death[1]
- Prix Derrick Murdoch 2009[2]

### Nominations
- Prix Arthur-Ellis 1993 du meilleur roman pour The Wandering Soul Murders[1]
- Prix Arthur-Ellis 1999 du meilleur roman pour Verdict in Blood[1]
- Prix Arthur-Ellis 2005 du meilleur roman pour The Last Good Day[1]